# Kétbalkezesek
A Pat & Mat (eredeti cím: Kuťáci, ... A je to!, Pat a Mat) 1976-tól 2019-ig vetített csehszlovák televíziós bábfilmsorozat, amelyet 1976-ban mutattak be először a televízióban. A sorozatot Lubomír Beneš és Vladimír Jiránek álmodta vászonra. Csehszlovákiában a VPRO mutatta be. Magyarországon a Magyar Televízió vetítette először, később Fox Kids / Jetix és Cartoon Network (Közép- és Kelet-Európa) tűzte műsorára.

## Történet
A sorozat két „kőműves” szomszéd és jóbarát rövid történeteit meséli el, akik a ház körüli javítanivalókat, ahelyett, hogy szakemberre bíznák, inkább maguk próbálják elintézni, legtöbbször katasztrofális eredménnyel. Mindegy, hogy tapétázásról, a szőnyeg lerakásáról vagy garázsépítésről van-e szó, ügyetlenségüknek köszönhetően mindig több kárt okoznak, mint hasznot. Próbálkozásaik a végén azért mindig meghozzák gyümölcsüket, így minden jóra fordul.

## Kezdetek
A két figura először 1976-ban a Kuťáci (A drótos) című rövidfilmben tűnt fel.
A nagy sikerre való tekintettel később a készítők saját sorozatot forgattak ...A je to! (...És kész!) címmel.
A két ezermestert 1989-ben Patre és Matre keresztelték, majd a sorozat címébe is beépítették (Pat & Mat ...A je to!).
A futamidő alatt a nézettség főleg a felnőtt korosztálynál szökött az égbe, mindenesetre a gyerekek egyaránt élvezték.
A műsor osztatlan sikert aratott szerte a világon.
1990-ben Lubomír Beneš (elhunyt 1995-ben), a sorozat megalkotója létrehozta saját stúdióját (AIF Studio) Prágában és Zürichben, ahol ő és csapata további 14 epizódot készített, s a bábfilm elindult a nemzetközi siker felé.

## Fesztiváldíjak
A "Kétbalkezesek" számos kitüntetést, és díjat zsebelt be különböző filmfesztiválokon az évek során:
- A legjobb animációs tv-sorozat
- A legjobb stop motion animációs sorozat
- A legjobb epizód animációs sorozatban (A biliárd, A kerékpárosok stb.)

## DVD-megjelenések
Később 6 DVD is megjelent számos országban (köztük Magyarországon is) az 1976–1990, valamint a 2002–2004-es korszakból.
2004-ig összesen 78 epizód készült, amikor az új jogtulajdonos, Lubomír Beneš fia (Marek Beneš) úgy döntött, végleg szakít a sorozattal.

## Könyvek
Két könyv jelent meg a sorozat alapján:
- Jiří Michl: Pat & Mat ...A je to! (Egmont kiadó, 1994)
- Pavel Sýkora: Pat & Mat bármit megtehetnek (Albatros kiadó – 1. kiadás 2006, 2. kiadás 2009)

## Videójáték
2007. augusztus 1-jén egy cseh számítógépes fejlesztő cég bejelentette, hogy az általuk biztosított jogokat felhasználva létrehoz egy videójáték-szoftvert a két jóbarát kalandjaiból, amely 2009. október 1-jén meg is jelent angol és cseh nyelven.

## Fogadtatás
A sorozat osztatlan sikert aratott a kritikusok között is.
Az imdb.com-on 8.7 pontra értékelték a tízből.

## Érdekességek
Az eredeti sorozatban nem beszélnek, a holland változatban viszont igen (hang: Kees Prins és Siem van Leeuwen), a holland változat címe ,,Buurman en Buurman'', ami azt jelenti, hogy ,,Szomszéd és Szomszéd''.
A 8. évad 3. rész cseh címe: ,,Krtek", a Kisvakond rajzfilmsorozatnak is a címe.